# Villalonga (Buenos Aires)

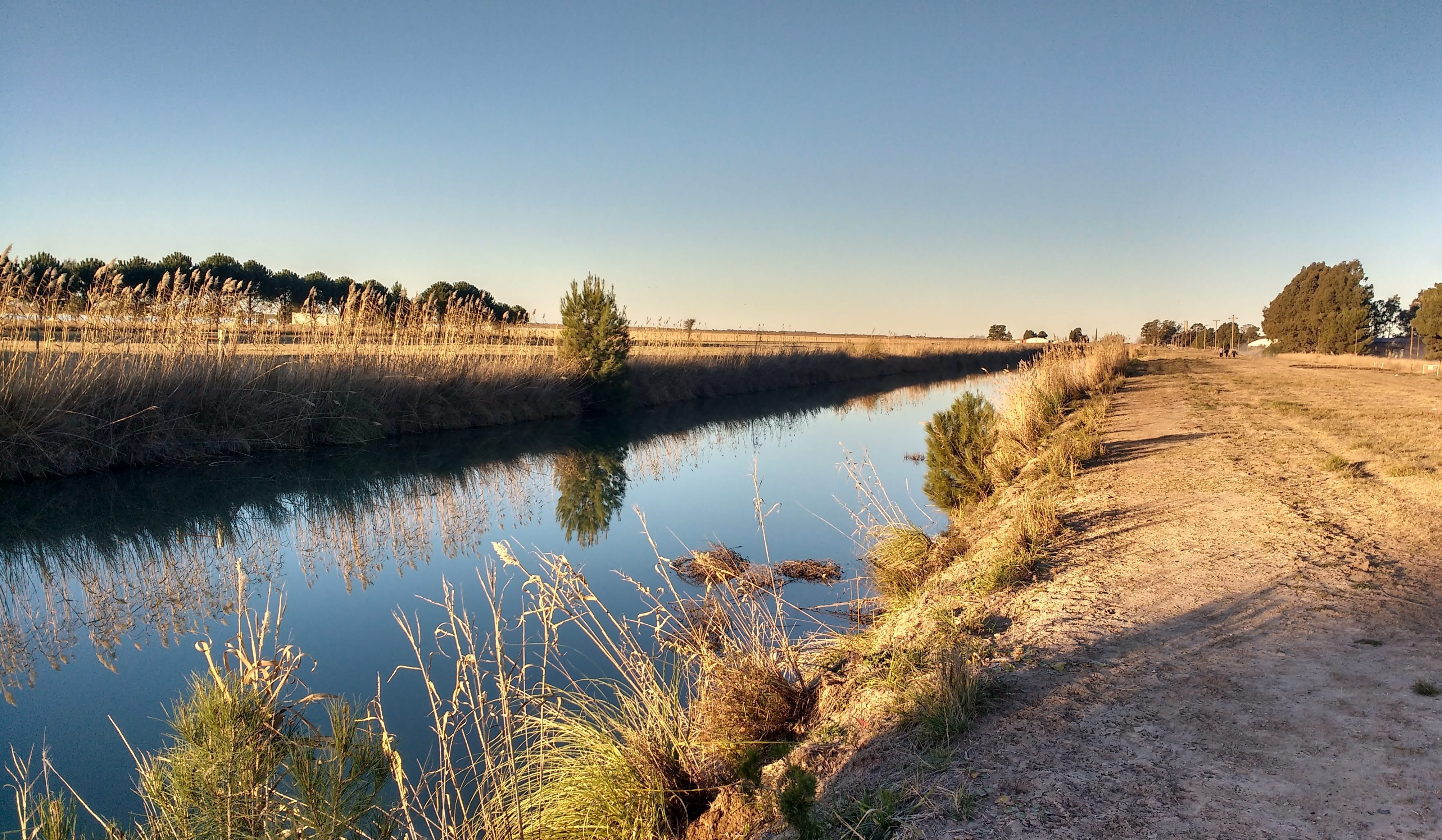
Canal Villalonga

Villalonga es una localidad del extremo sudoeste de la provincia de Buenos Aires, perteneciente al partido de Patagones, Argentina.

## Población
Cuenta con 4517 habitantes (Indec, 2010), lo que representa un incremento del 21,9 % frente a los 1 habitantes (Indec, 2001) del censo anterior.
| Gráfica de evolución demográfica de Villalonga entre 1991 y 2010 |
|                                                                  |
| Fuente: Censos nacionales del INDEC                              |

## Turismo
Fondeadero Riacho Azul: Se encuentra a 7 km de Villalonga. Pesca marítima sobre el Mar Argentino.El Riacho Azul es un canal de acceso natural, que desde Bahía Unión es navegable hasta un embarcadero natural a 40 km de esta localidad en dirección este. Las aguas del Río Colorado son utilizadas para el riego artificial y alimentan abrevaderos de campos naturales apropiados para la ganadería.
Cuenta con aguas termales en el complejo Termas Los Gauchos.

## Personalidades destacadas
A nivel deportivo, se destacó el ex arquero Gerardo Fibiger, de reconocida trayectoria en el fútbol nacional, consiguiendo varios ascensos en torneos federales con los clubes Liniers de Bahía Blanca y Club Rivadavia de Lincoln, además de una exitosa etapa como guardameta del club chileno Naval de Talcahuano en la segunda división de fútbol de ese país. Se destacaron además, las participaciones en categorías de automovilismo de los pilotos Néstor Percaz y Adrián Percaz, y de Juan Pedro Heguy. Los tres son miembros de familias reconocidas dentro del ambiente automovilístico local y nacional gracias a los títulos obtenidos en la Clase 2 del Turismo Nacional, a la vez de estar relacionados por el matrimonio entre Néstor Percaz y Celia Heguy, hermana de Juan Pedro. Al mismo tiempo, Néstor Heguy (hermano de Juan Pedro) fue también piloto de automovilismo zonal, obteniendo títulos en la categoría TC de la Comarca. Néstor Heguy falleció el 24 de septiembre de 2018 como consecuencia de un accidente de avión.
Otra figura representativa de la ciudad vinculada a la vitivinicultura es Julieta Quindimil. Nacida en la localidad, Julieta es una reconocida Sommelier internacional comunicadora del vino y directora de Bahía Top Tasting, evento que reúne los cuarenta mejores vinos argentinos de segmento alta gama y prémium catados a ciegas.
En el ámbito de la Cultura sobresale Saúl Huenchul, reconocido Trovador a nivel nacional y con más de 50 discos.